# Nomotheten
Als Nomotheten (altgriechisch νομοθέται ‚Gesetzgeber‘) wurden in der griechischen Antike allgemein Gesetzgeber, Antragsteller zu neuen oder zur Änderung bestehender Gesetze oder die gewählten Mitglieder einer Verfassungskommission im Athen des späten 5. oder frühen 4. Jahrhunderts v. Chr. genannt. In Kyme, Magnesia am Mäander und Korkyra wurden sie als Nomographoi bezeichnet. Im Athen des 7. und 6. Jahrhunderts v. Chr. waren es diejenigen, die das zuvor nur mündlich tradierte Gewohnheitsrecht aufschrieben. Es war in Attika vorher zu einem Kampf um die Aufzeichnung des geltenden Rechts gekommen, das bisher nur mündlich überliefert war und sich in den Händen der alteingesessenen Geschlechter befand, die dessen unveränderten Fortbestand unter Berufung auf seinen angeblich göttlichen Ursprung absichern wollten.
Der Übergang vom ursprünglichen Adelsstaat zur timokratischen, das heißt vermögensbezogenen Hoplitenpolis und von dieser zu einer demokratisch gefärbten Staatsform – am Ende des 6. Jahrhunderts v. Chr. etwa in Athen – war einerseits das Ergebnis sozialer Auseinandersetzungen im Inneren, andererseits von militärischen Notwendigkeiten, die dazu führten, immer weitere Kreise zum Waffendienst heranzuziehen. Wie später im republikanischen Rom, so bedingten sich in Hellas die Staatsverfassung und die Heeresordnung gegenseitig.
Anfängliche soziale Spannungen waren noch durch Kolonisation gelindert worden. Trotzdem blieben die Spannungen in den griechischen Mutterstädten erhalten. Die drastischen Vermögensunterschiede, die Verschiedenheit der Einkunftsquellen, die rechtliche Absicherung der Armen, die Angst vor drohender Versklavung, der Kampf um die politischen Rechte der Besitzer von beweglichem Vermögen gegen die Landbesitzer – alles das drohte den staatlichen Zusammenhalt zu gefährden. Um die Auseinandersetzungen vor Gericht gerechter und kontrollierbar für die ärmeren Schichten zu machen, war als erster Schritt die schriftliche Fixierung der Rechtsprechung erforderlich.
Einige dieser Gesetzgeber treten uns als historische Persönlichkeiten entgegen, besonders Drakon und Solon in Athen, Zaleukos in Lokri und Charondas in Katane.
Das griechische Rechtsbewusstsein wurde zwar auf sehr verschiedene Weise praktiziert, fand aber im Attischen Recht seine Vollendung und beeinflusste von dort aus andere Staaten und auch bedingt das Römische Recht. Es wurde im Gegensatz zu Rom nicht von einem berufsmäßigen Juristenstand geprägt, sondern von Gesetzestechnikern und Prozesspraktikern.
Die Frühzeit kannte demgegenüber kein öffentliches Recht. Vielmehr dominierte in der Familie die Strafgewalt des Vaters und die Rache des verletzten Familienverbandes.
Die ersten Rechtsvorschriften und deren Aufzeichnung in Athen veranlasste Drakon, doch gab es noch unter Solon keine Strafe, die durch staatliche Organe vollstreckt worden wäre. Erst im 6. Jahrhundert v. Chr. wurde allmählich die private Exekutive unterbunden.
Die einzige original erhaltene große Rechtskodifikation aus klassischer Zeit ist das Stadtrecht von Gortys auf Kreta, das an einem öffentlichen Bau angeschrieben und für jedermann zugänglich in 12 Kolumnen Personen-, Familien-, Erb-, Vermögens- und Schuldrecht umfasst.
Im Speziellen waren Nomotheten im Athen des 4. Jahrhunderts v. Chr. die Angehörigen eines Gremiums, dessen Gesetze (nomoi) zu dieser Zeit von den Beschlüssen der Volksversammlung (psephismata) unterschieden wurden.